# Conferencia de Atlantic City

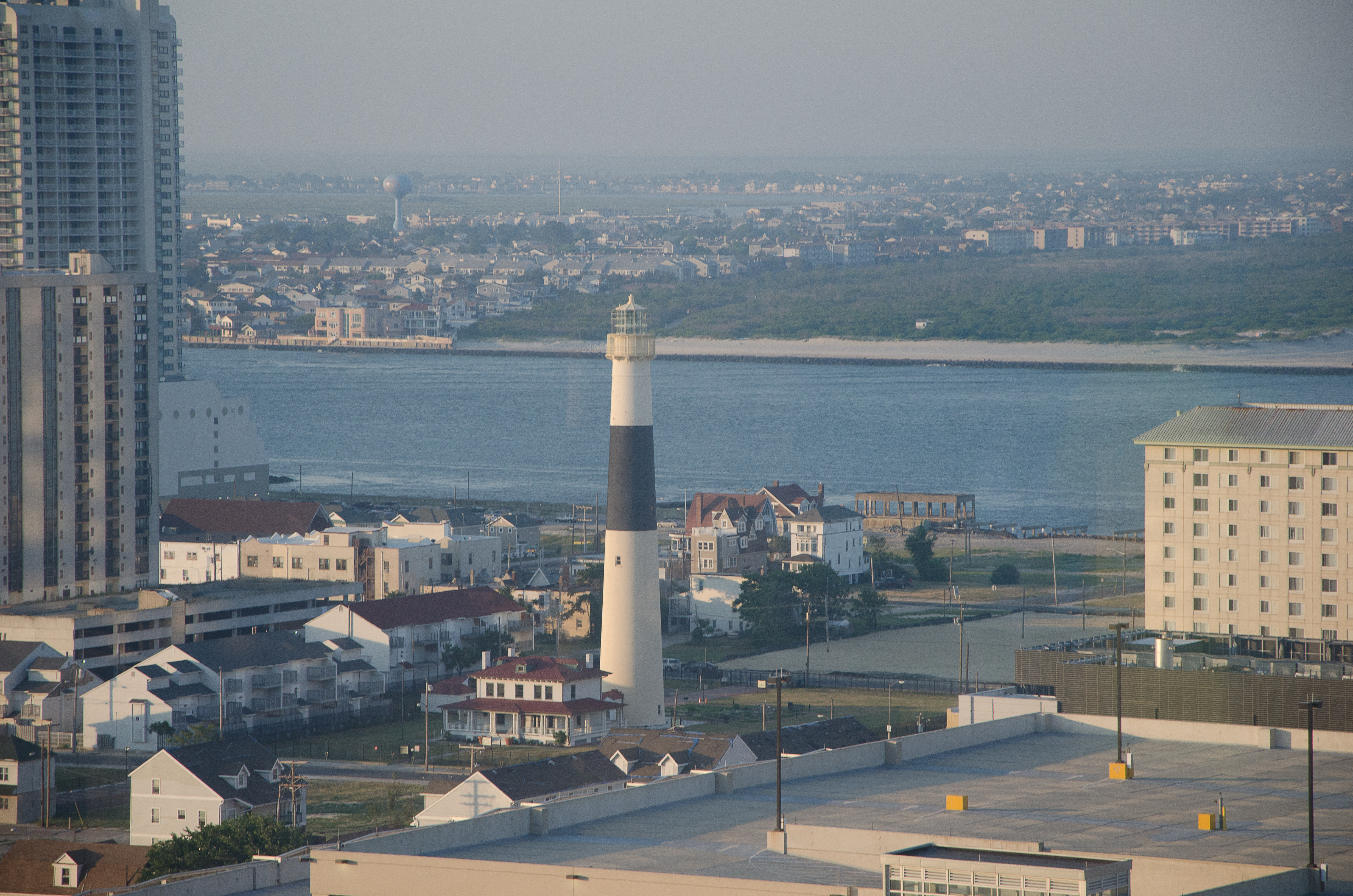
Atlantic City fue la sede del primer movimiento hacia un "sindicato nacional del crimen" en 1929

La conferencia de Atlantic City de 1929 es considerada por la mayoría de los historiadores del crimen organizado como la primera reunión del crimen organizado ocurrida en los Estados Unidos y la que produjo el mayor impacto en la dirección que tomaría el mundo criminal. Tuvo más importancia [cita requerida] que la conferencia de La Habana de 1946 y que la reunión de Apalachin de 1957, y significó el primer movimiento certero hacia un «sindicato nacional del crimen». Algunos historiadores, como T. J. English, creen que este encuentro no representó en absoluto la composición étnica de los elementos criminales del país, teniendo en cuenta que las delegaciones consistían básicamente de líderes del crimen italianos y judíos y solo dos criminales irlandeses, siendo uno de ellos el guardaespaldas de Al Capone y el otro un jefe en actividades de contrabando que eligió voluntariamente su retiro a Little Rock (Arkansas) al final de la ley seca.
Con la ausencia de una delegación irlandesa, uno podría concluir que esto pudo ser el principio de la dominación del mundo criminal por parte de los italianos y de los judíos. Los irlandeses todavía tenían influencias en los mundos políticos y criminales de los Estados Unidos, y había un conjunto de líderes del crimen en Nueva York, Boston y Filadelfia que no fueron invitados y que resultaron eliminados poco después; esto llevó a algunos a creer que se había acordado apartar a los irlandeses del mundo del hampa.
El contrabando fue la actividad criminal más lucrativa en Norteamérica desde la llegada de la ley seca, en 1920, hasta su derogación en 1932. Arnold Rothstein, Charles «Lucky» Luciano, John «The Fox» Torrio, Meyer Lansky, Frank Costello y Alphonse «Al Scarface» Capone fueron algunos de los más destacados gánsteres y contrabandistas de los Estados Unidos durante la época de la prohibición. Los jefes de la conferencia discutieron, entre otros asuntos, las violentas guerras de contrabando de Nueva York y Chicago, la eliminación sistemática de varios líderes irlandeses que dominaban las actividades ilegales y las influencias políticas de las ciudades más importantes del país, la diversificación e inversión en empresas legales de licor, la expansión de las operaciones ilegales para compensar la pérdida de beneficios de la posible derogación de la ley seca, pero la decisión más importante que acordaron fue la reorganización del mundo criminal y la consolidación del mismo en un «sindicato nacional del crimen».